# Albert Larsen
Albert Larsen (5. april 1901, Frederiksberg – 5. september 1985, Frederiksberg) var en dansk løber og tidligere direktør i Dansk Shell A/S.
Larsen blev medlem af Københavns IF som 18-årig.
Satte 10 danske rekorder plus fem i stafet og vandt 17 danske mesterskaber plus otte i stafet.
Larsen var den første dansker som løb 1.500 meter på under fire minutter, da han 1930 på Stockholms Stadion løb på tiden 3,59,2. Han var fire gange på det danske landshold og deltog på 800 meter og 1.500 meter i OL 1924 i Paris og OL 1928 i Amsterdam begge gange nåede han til mellemheatet på 800 meter.

## Danske mesterskaber
- 400 meter: 1933-34
- 800 meter: 1925-1927, 1929-1930 og 1933-34
- 1.500 meter: 1923-30

## Bedste resultat
- 400 meter: 50,4
- 800 meter: 1,56,0 1930
- 1.000 meter: 2,32,4 1930
- 1.500 meter: 3,59,2 Stockholms Stadion, Sverige 1930
- 1 mile: 4,23,5 København 1925
- 5.000 meter: 16,05,0 1924